# Cuerpo Nacional de Policía

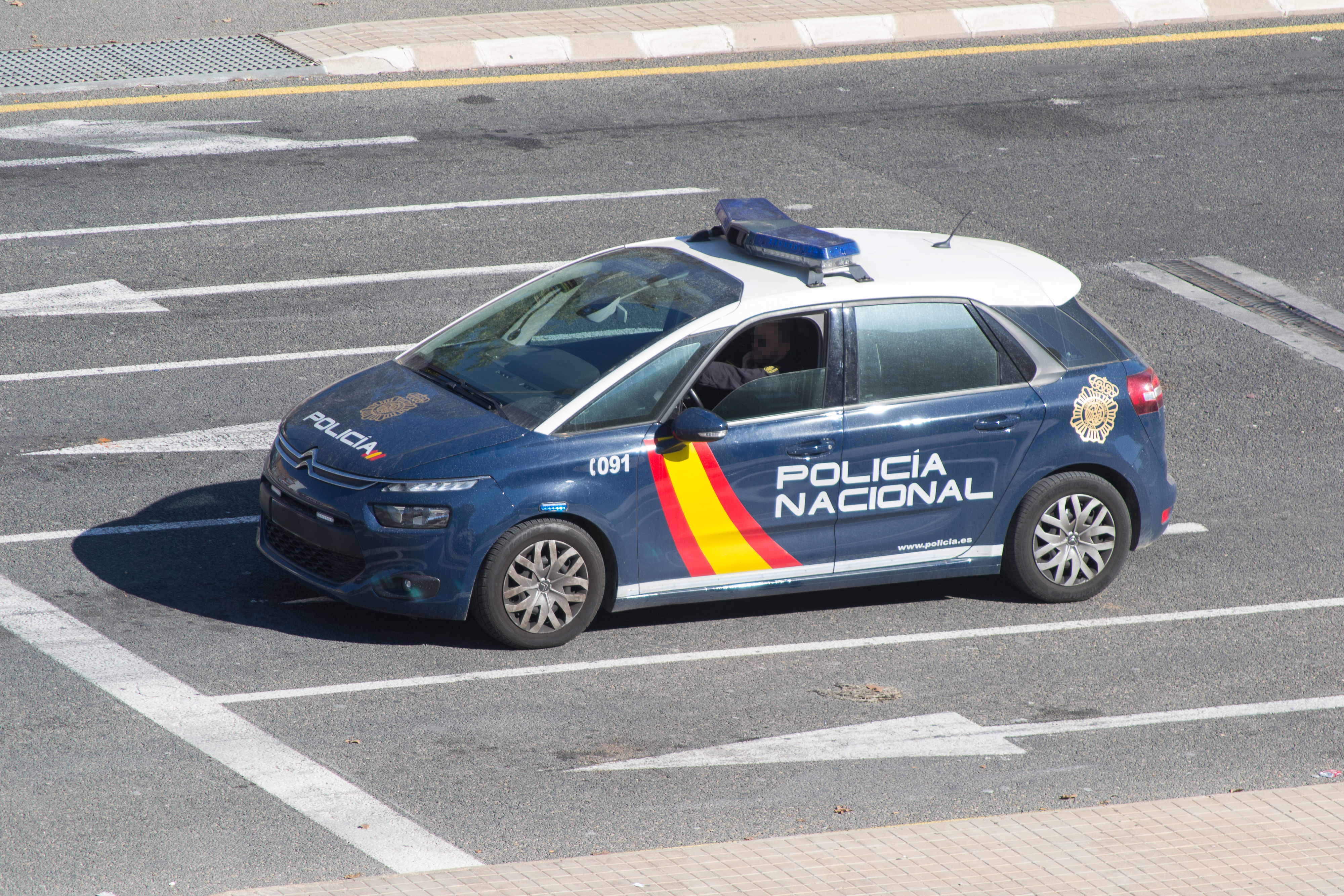
Dienstwagen des CNP mit neuer Lackierung

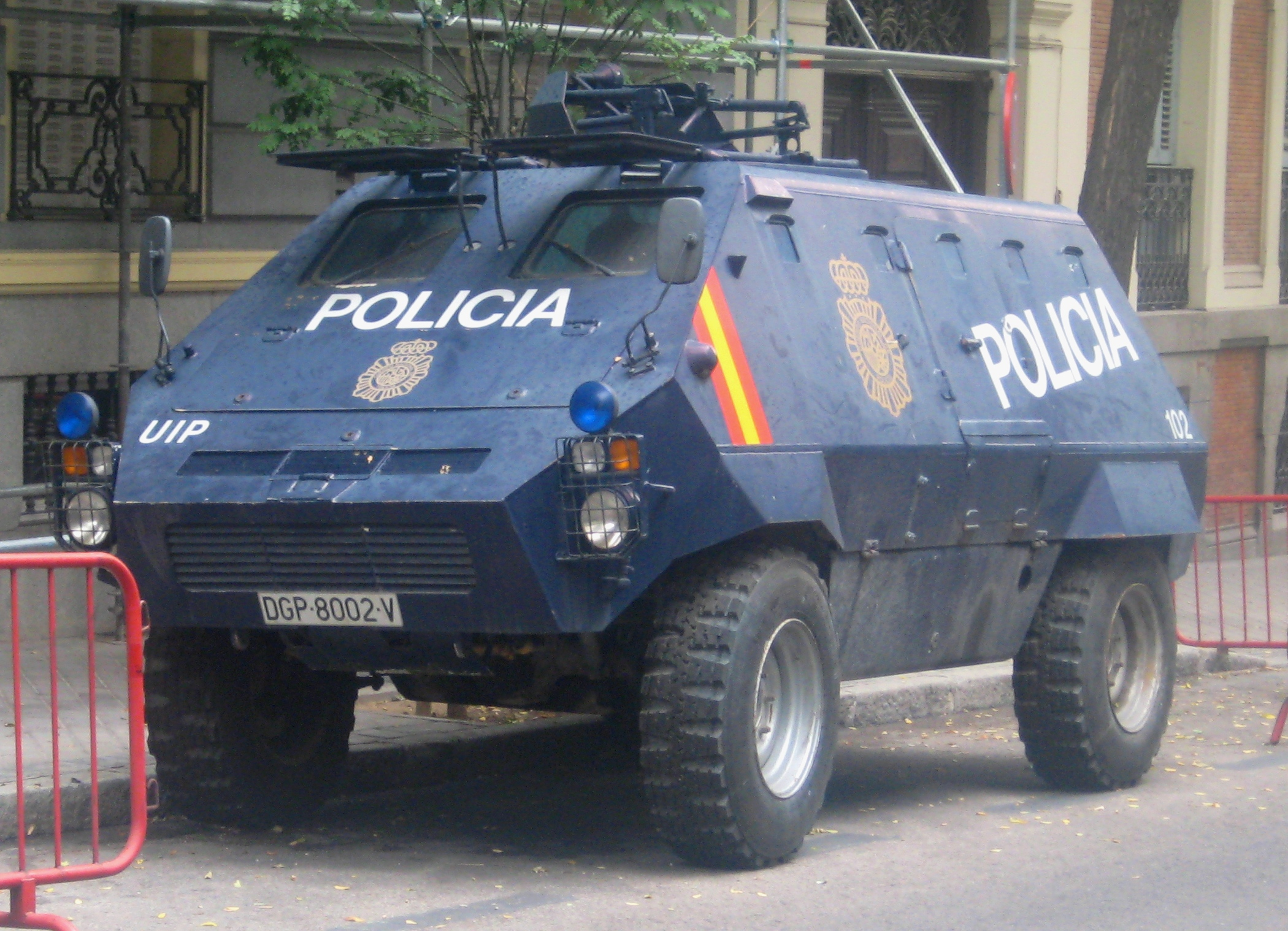
Gepanzertes Einsatzfahrzeug des CNP

Das Cuerpo Nacional de Policía (deutsch: Nationales Polizeikorps), umgangssprachlich auch Policía Nacional oder CNP genannt, ist eine spanische Polizeibehörde, die Ende des 20. Jahrhunderts aus der Notwendigkeit entstand, die spanischen Städte mit einer modernen Sicherheitsstruktur zu versehen. Es geht zurück auf ein Dekret des Königs Ferdinand VII., der damit die Allgemeine Polizei des Königreichs ins Leben rief. Trotz ihrer langen, ununterbrochenen Existenz hat die spanische Polizei heute in der Verfassung von 1978 ihren rechtlichen Ursprung. Darin werden ihr die zwei grundlegenden Aufgaben zugewiesen, „die freie Ausübung der Rechte des Bürgers zu beschützen und die städtische Sicherheit zu gewährleisten“.
Das Cuerpo Nacional de Policía erlaubt – im Gegensatz zur Guardia Civil – die Mitgliedschaft in einer Gewerkschaft wie dem Sindicato Unificado de Policia (SUP), der Confederación Española de Policía (CEP), dem Sindicato Profesional de Policía (SPP) oder der Unión Federal de Policía (UFP).

## Dienstgrade
Die Beamten (span. „Funcionarios“) beim CNP haben Dienstgrade. Diese Dienstgrade sind wiederum in Dienstgruppen unterteilt. Die Dienstgruppen sind folgende:
- Cargos superiores
- Escala superior
- Escala ejecutiva
- Escala de subinspección
- Escala básica
- Alumnos

Die Dienstgrade aus den Dienstgruppen sind folgende:
Cargos Superiores
- Director Adjunto Operativo (DAO)
- Comisario General – Jefe de División
- Jefe superior de Policia

Escala superior
- Comisario Principal
- Comisario

Escala ejecutiva
- Inspector Jefe
- Inspector

Escala de subinspección
- Subinspector

Escala básica
- Oficial de Policía
- Policía

Alumnos
- Inspector alumno de segundo año
- Inspector alumno de primer año
- Policía en prácticas

Im Cuerpo Nacional de Policía arbeiten Verwaltungs- und Fachangestellte, die spezialisierten Tätigkeiten nachgehen wie Chemiker, Ärzte, Biologen, des Weiteren gibt es Spezialbereiche wie Unidad de Intervención Policial (UIP, Eingreifkräfte), Sprengmittelbeseitigung (Tedax), Policía Científica (Kriminaltechnik), Hundeführer, berittene Polizei, Flugpersonal, Sondereinsatzkommandos (GEO) sowie besondere Sicherheits-Einsatzgruppen (GOES). Die Dienstwagen haben Kennzeichen, die mit CNP (Cuerpo Nacional de Policía) beginnen.

## Einstellungsvoraussetzungen
Um beim Cuerpo Nacional de Policía eintreten zu können, muss man
- Spanier sein
- mindestens 18 Jahre, de facto volljährig, sein
- mindestens 1,65 m (Männer) bzw. 1,60 m (Frauen) sein
- in der Lage sein, Waffen mit sich zu führen und, im Bedarfsfall, zu verwenden
- gerichtlich nicht vorbestraft sein
- einen Führerschein der Klasse B besitzen

## Galerie

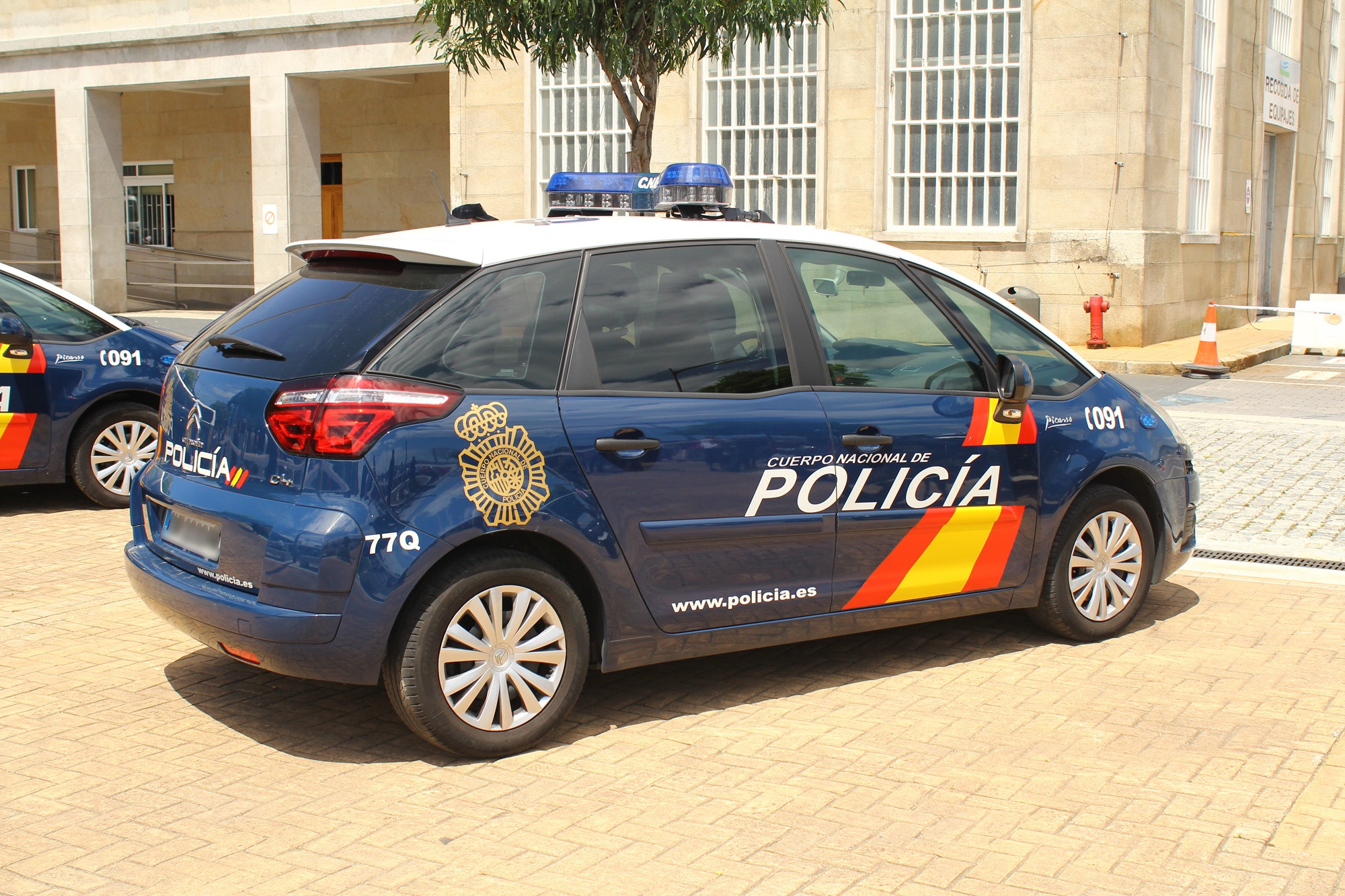
Streifenwagen Citroen C4 Picasso in Vigo 2012
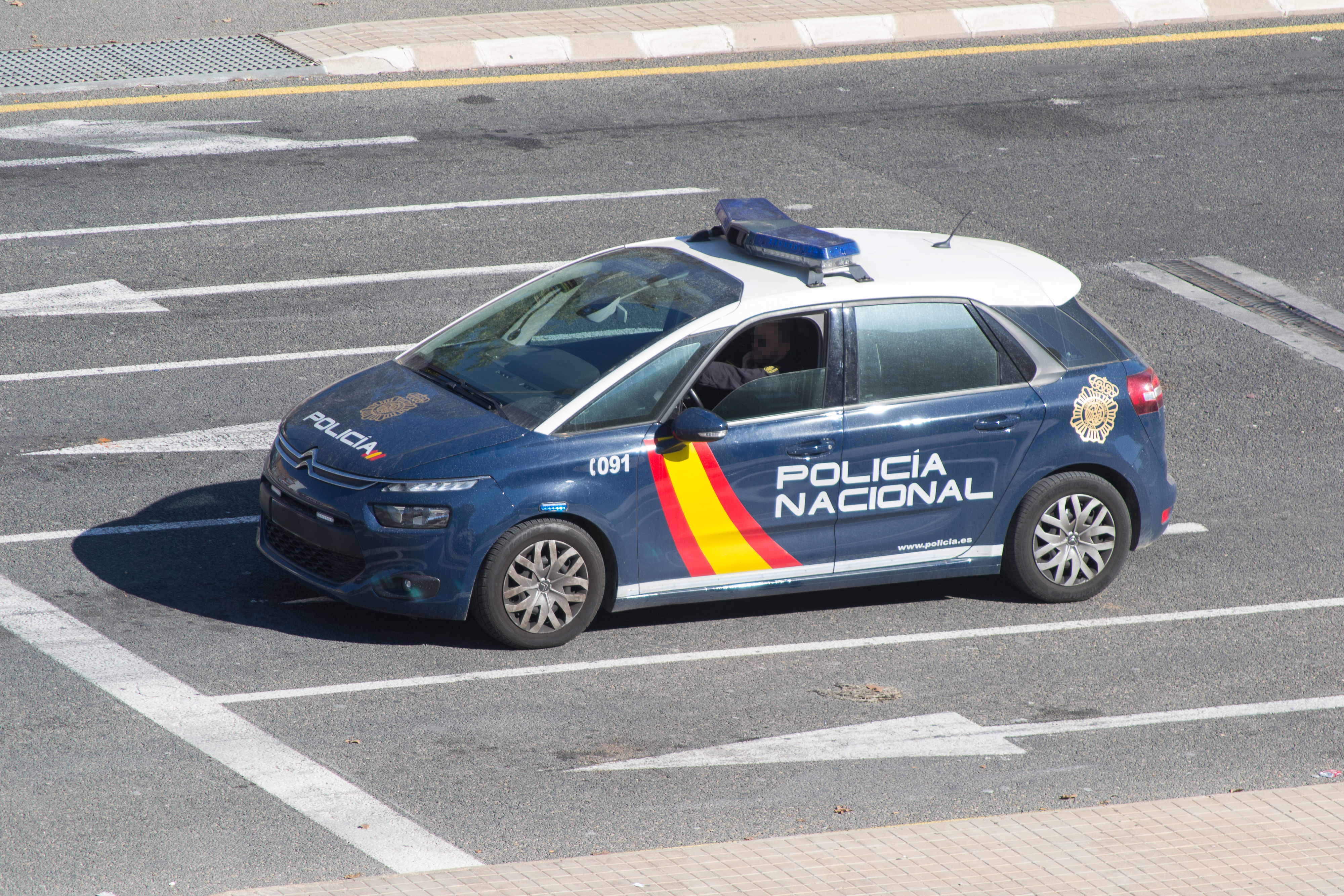
Streifenwagen Citroen C4 Picasso in Valencia 2016
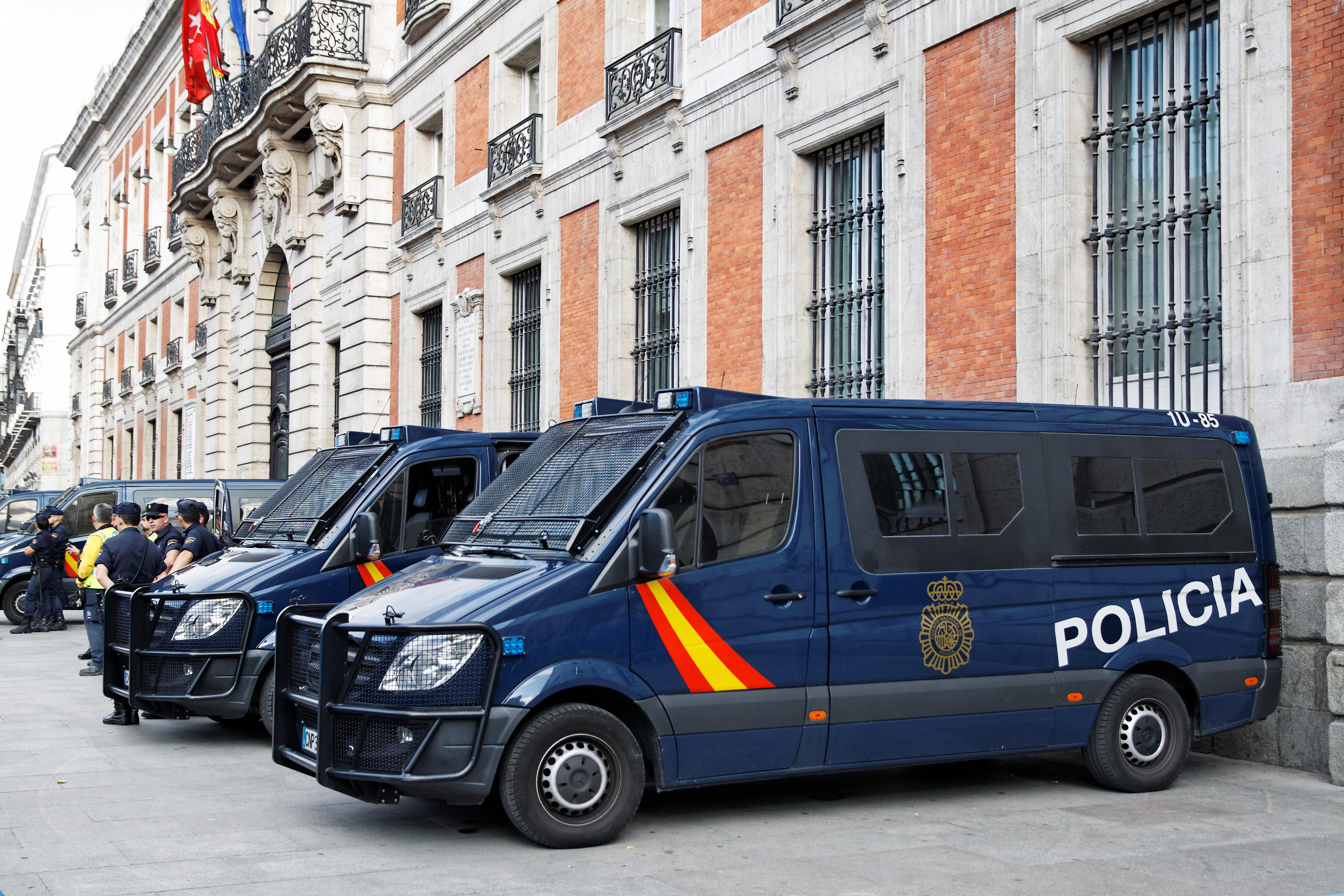
Mercedes-Benz Sprinter in Madrid 2011
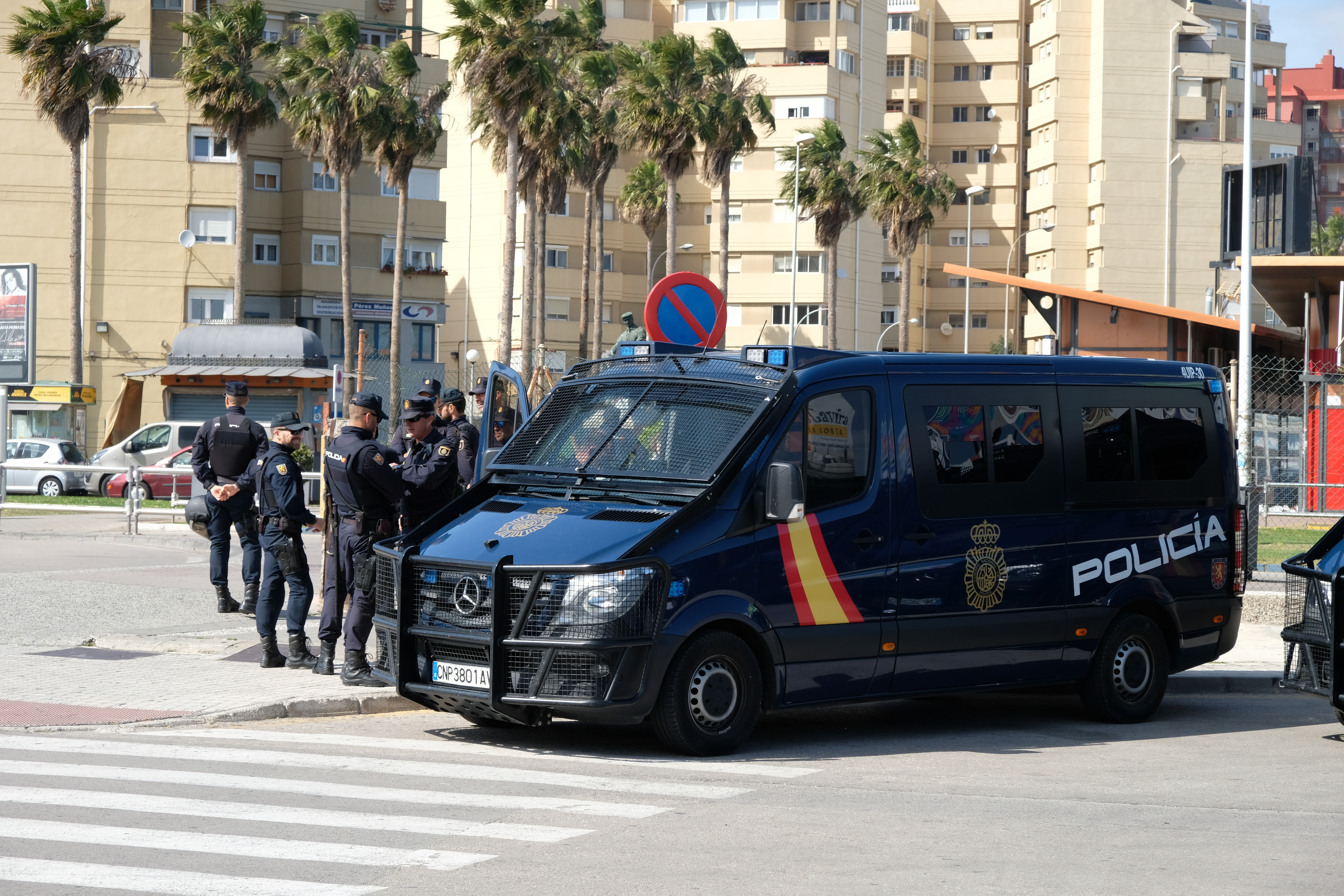
Polizisten mit Mercedes-Benz Sprinter an der Grenze zu Gibraltar 2019
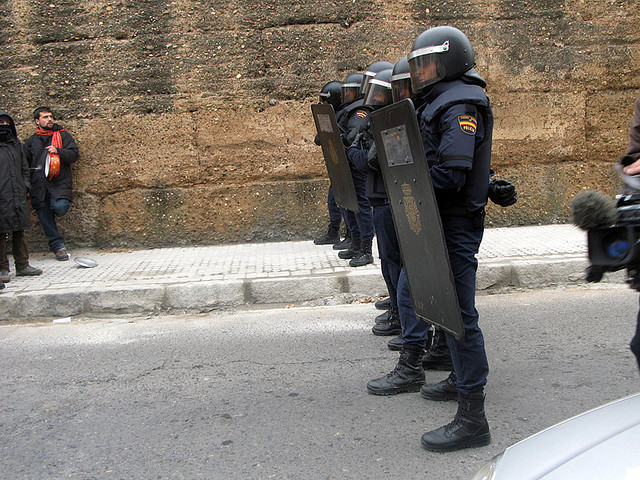
Polizisten bei einer Demonstration in Casas Viejas 2007